# Раздольненский район
Раздо́льненский райо́н (укр. Роздольненський район, крымскотат. Раздольное районы; до 1944 года — Ак-Шейхский район; крымскотат. Акъшейх районы, Aqşeyh rayonı) — административно-территориальная единица (район) и одноимённое муниципальное образование (муниципальный район) в Республике Крым Российской Федерации (согласно позиции России, фактически контролирующей Крым). Упразднённый район Автономной Республики Крым Украины (согласно позиции Украины).
Расположен в степи на северо-западе республики на побережье Каркинитского залива.
Административный центр района — пгт Раздольное.

## География
Район расположен в степной зоне, в пределах Северо-Крымской низменности. Климат умеренно-теплый, с жарким засушливым летом и мягкой влажной зимой. Число часов солнечного сияния в год — свыше 2300.
Почвы красно-коричневые и южные чернозёмы. Вокруг райцентра на десятки километров протянулись лесозащитные полосы. В них акация чередуется с японской софорой, абрикосами, разнообразными кустарниками.
Естественно-ресурсный потенциал: залежи лечебных грязей Бакальского озера, сероводородные источники, климат и почвы, пригодные для выращивания зерновых, овощных и бахчевых культур, а также для развития виноградарства и садоводства.
Раздольненський район — курортная зона, в пределах которой находятся 2 зоны отдыха: «Стерегущее» и «Портовое».
На территории Бакальской косы и Бакальского озера расположен региональный ландшафтный парк «Бакальская коса», созданный в 1999 году.
Частью района являются Лебяжьи острова, расположенные поблизости к побережью, которые вместе с прилегающей акваторией входят в объект ПЗФ — одноименный филиал Крымского природного заповедника, созданный в 1949 году.

## История
В январе 1935 года из части Евпаторийского района был образован Ак-Шейхский район.
В декабре 1944 года после депортации крымских народов он был переименован в Раздольненский район.
В 1963 году район был упразднён: его территория вошла в Черноморский район. 12 января 1965 года Раздольненский район был восстановлен. Тогда же в его состав вошёл пгт Новосёловское.
17 июля 2020 года парламент Украины, не признающей осуществлённую в 2014 году присоединение Крыма к Российской Федерации, принял постановление о новой сети районов в стране, которым предполагается включить Раздольненский район в состав Красноперекопского (Перекопского), однако решение не вступало в силу до «возвращения Крыма под общую юрисдикцию Украины». 9 сентября 2023 года, несмотря на отсутствие контроля над полуостровом, вступили в силу поправки, которые ввели в действие данное постановление в отношении Крыма.

## Население
| 1939    | 1959    | 1970    | 1979    | 1989    | 2001    | 2009    | 2010    | 2011    |
| ------- | ------- | ------- | ------- | ------- | ------- | ------- | ------- | ------- |
| 14 725  | ↘13 561 | ↗30 909 | ↗35 474 | ↗36 103 | ↗37 384 | ↘34 633 | ↘34 528 | ↘34 364 |
| 2012    | 2013    | 2014    | 2015    | 2016    | 2017    | 2018    | 2019    | 2020    |
| ↗34 422 | ↘34 360 | ↘30 633 | ↗30 718 | ↗30 766 | ↘30 609 | ↘30 429 | ↘30 165 | ↘29 959 |
| 2021    |         |         |         |         |         |         |         |         |
| ↘29 191 |         |         |         |         |         |         |         |         |

По итогам переписи населения в Крымском федеральном округе по состоянию на 14 октября 2014 года численность постоянного населения района составила 30633 человека (100,0 % из которых — сельское).
По состоянию на 1 января 2014 года численность населения района составила 34057 постоянных жителей и 34253 человек наличного населения, на 1 июля 2014 года — 34071 постоянный житель (в том числе 10637 городских (31,2 %) и 23434 сельских) и 34267 человек наличного населения.

### Национальный состав
По данным переписей населения 2001 и 2014 годов:
| национальность  | 2001, всего, чел. | % от все- го | 2014 всего, чел. | % от все- го | % от указав- ших |
| --------------- | ----------------- | ------------ | ---------------- | ------------ | ---------------- |
| указали         |                   |              | 29968            | 97,83 %      | 100,00 %         |
| русские         | 15289             | 41,12 %      | 14931            | 48,74 %      | 49,82 %          |
| украинцы        | 14896             | 40,06 %      | 9078             | 29,63 %      | 30,29 %          |
| крымские татары | 4961              | 13,34 %      | 3214             | 10,49 %      | 10,72 %          |
| татары          | 336               | 0,90 %       | 1565             | 5,11 %       | 5,22 %           |
| белорусы        | 524               | 1,41 %       | 311              | 1,02 %       | 1,04 %           |
| армяне          | 242               | 0,65 %       | 186              | 0,61 %       | 0,62 %           |
| поляки          | 138               | 0,37 %       | 99               | 0,32 %       | 0,33 %           |
| узбеки          | 97                | 0,26 %       | 89               | 0,29 %       | 0,30 %           |
| корейцы         |                   |              | 87               | 0,28 %       | 0,29 %           |
| азербайджанцы   | 82                | 0,22 %       | 70               | 0,23 %       | 0,23 %           |
| молдаване       | 90                | 0,24 %       | 57               | 0,19 %       | 0,19 %           |
| другие          | 530               | 1,43 %       | 281              | 0,92 %       | 0,94 %           |
| не указали      |                   |              | 665              | 2,17 %       |                  |
| всего           | 37185             | 100,00 %     | 30633            | 100,00 %     |                  |

Национальный состав в населённых пунктах Раздольненского района на 2014 год:
| Населённые пункты  | русские | русские | украинцы | украинцы | крымские татары | крымские татары | татары | татары | Всего  |
| Населённые пункты  | Чел.    | %       | Чел.     | %        | Чел.            | %               | Чел.   | %      | Всего  |
| ------------------ | ------- | ------- | -------- | -------- | --------------- | --------------- | ------ | ------ | ------ |
| пгт. Раздольное    | 5 116   | 69,59   | 1 014    | 13,80    | 479             | 6,52            | 284    | 3,86   | 7 352  |
| с. Берёзовка       | 311     | 23,78   | 431      | 32,95    | 357             | 27,29           | 146    | 11,16  | 1 308  |
| с. Нива            | 222     | 37,56   | 196      | 33,16    | 95              | 16,07           | 48     | 8,12   | 591    |
| с. Ульяновка       | 10      | 25,00   | 7        | 17,50    | 13              | 32,50           | 6      | 15,00  | 40     |
| с. Ботаническое    | 948     | 57,07   | 547      | 32,93    | 50              | 3,01            | 36     | 2,17   | 1 661  |
| с. Кумово          | 352     | 38,68   | 418      | 45,93    | 68              | 7,47            | 35     | 3,85   | 910    |
| с. Червоное        | 4       | 16,00   | 2        | 8,00     | 13              | 52,00           | 4      | 16,00  | 25     |
| с. Зимино          | 518     | 51,80   | 334      | 33,40    | 60              | 6,00            | 27     | 2,70   | 1 000  |
| с. Воронки         | 15      | 16,48   | 37       | 40,66    | 28              | 30,77           | 6      | 6,59   | 91     |
| с. Красноармейское | 46      | 11,25   | 301      | 73,59    | 31              | 7,58            | 8      | 1,96   | 409    |
| с. Овражное        | 77      | 75,49   | 20       | 19,61    | 0               | 0,00            | 0      | 0,00   | 102    |
| с. Ковыльное       | 405     | 51,72   | 193      | 24,69    | 87              | 11,11           | 52     | 6,64   | 783    |
| с. Ветрянка        | 50      | 48,08   | 25       | 24,04    | 12              | 11,54           | 5      | 4,81   | 104    |
| с. Волочаевка      | 134     | 48,03   | 27       | 9,68     | 72              | 25,81           | 24     | 8,60   | 279    |
| с. Молочное        | 24      | 66,67   | 5        | 13,89    | 4               | 11,11           | 1      | 2,78   | 36     |
| с. Сенокосное      | 544     | 51,42   | 347      | 32,80    | 60              | 5,68            | 32     | 3,02   | 1 058  |
| с. Кукушкино       | 527     | 52,39   | 388      | 38,57    | 0               | 0,00            | 11     | 1,09   | 1 006  |
| с. Огни            | 183     | 34,14   | 285      | 53,17    | 21              | 3,92            | 18     | 3,36   | 536    |
| пгт. Новосёловское | 1 377   | 43,32   | 691      | 21,74    | 675             | 21,23           | 256    | 8,05   | 3 179  |
| с. Северное        | 21      | 45,65   | 5        | 10,87    | 0               | 0,00            | 0      | 0,00   | 46     |
| с. Ручьи           | 484     | 46,23   | 394      | 37,63    | 54              | 5,16            | 40     | 3,82   | 1 047  |
| с. Камышное        | 88      | 25,51   | 221      | 64,06    | 11              | 3,19            | 10     | 2,90   | 345    |
| с. Коммунарное     | 1       | 6,25    | 8        | 50,00    | 4               | 25,00           | 2      | 12,50  | 16     |
| с. Максимовка      | 55      | 31,61   | 90       | 51,72    | 11              | 6,32            | 3      | 1,72   | 174    |
| с. Огородное       | 37      | 26,43   | 65       | 46,43    | 17              | 12,14           | 8      | 5,71   | 140    |
| с. Фёдоровка       | 183     | 43,99   | 122      | 29,33    | 54              | 12,98           | 28     | 6,73   | 416    |
| с. Серебрянка      | 316     | 37,94   | 302      | 36,25    | 97              | 11,64           | 48     | 5,76   | 833    |
| с. Бахчёвка        | 18      | 39,13   | 9        | 19,57    | 13              | 28,26           | 4      | 8,70   | 46     |
| с. Каштановка      | 11      | 25,58   | 13       | 30,23    | 12              | 27,91           | 5      | 11,63  | 43     |
| с. Орловка         | 347     | 44,09   | 233      | 29,61    | 91              | 11,56           | 50     | 6,35   | 787    |
| с. Соколы          | 40      | 23,81   | 69       | 41,07    | 31              | 18,45           | 12     | 7,14   | 168    |
| с. Чехово          | 34      | 27,42   | 27       | 21,77    | 43              | 34,68           | 14     | 11,29  | 124    |
| с. Славное         | 521     | 57,00   | 237      | 25,93    | 55              | 6,02            | 43     | 4,70   | 914    |
| с. Котовское       | 175     | 35,07   | 130      | 26,05    | 127             | 25,45           | 44     | 8,82   | 499    |
| с. Рылеевка        | 52      | 37,96   | 46       | 33,58    | 20              | 14,60           | 10     | 7,30   | 137    |
| с. Стерегущее      | 85      | 59,03   | 33       | 22,92    | 13              | 9,03            | 6      | 4,17   | 144    |
| с. Славянское      | 393     | 32,91   | 552      | 46,23    | 116             | 9,72            | 74     | 6,20   | 1 194  |
| с. Аврора          | 102     | 37,09   | 108      | 39,27    | 35              | 12,73           | 17     | 6,18   | 275    |
| с. Чернышёво       | 827     | 44,32   | 617      | 33,07    | 211             | 11,31           | 116    | 6,22   | 1 866  |
| с. Кропоткино      | 248     | 28,12   | 492      | 55,78    | 74              | 8,39            | 32     | 3,63   | 882    |
| с. Портовое        | 30      | 44,78   | 37       | 55,22    | 0               | 0,00            | 0      | 0,00   | 67     |
| Всего              | 14 931  | 48,74   | 9 078    | 29,63    | 3 214           | 10,49           | 1 565  | 5,11   | 29 968 |

## Административно-муниципальное устройство
Раздольненский район как муниципальное образование со статусом муниципального района в составе Республики Крым РФ с 2014 года включает 12 муниципальных образований со статусом сельских поселений:
1. Берёзовское
2. Ботаническое
3. Зиминское
4. Ковыльновское
5. Кукушкинское
6. Новосёловское
7. Раздольненское
8. Ручьёвское
9. Серебрянское
10. Славновское
11. Славянское
12. Чернышёвское.

До 2014 года они составляли одноимённые местные советы: 2 поселковых совета и 10 сельских советов в рамках административного деления АР Крым в составе Украины (до 1991 года — Крымской области УССР в составе СССР).

### Населённые пункты
В состав Раздольненского района входит 41 населённый пункт, в том числе: 2 посёлка городского типа (Раздольное и Новосёловское) и 39 сёл, при этом с 2014 года все посёлки городского типа (пгт) Республики Крым отнесены к сельским населённым пунктам:
| №  | Населённый пункт | Тип  | Историческое название              | Население (чел.) | Местный совет до 2014 года | Муниципальное образование с 2014 года |
| -- | ---------------- | ---- | ---------------------------------- | ---------------- | -------------------------- | ------------------------------------- |
| 1  | Раздольное       | пгт  | Акшейх                             | ↗7231            | Раздольненский поссовет    | Раздольненское сельское поселение     |
| 2  | Берёзовка        | село | Смидович                           | ↘1308            | Берёзовский сельсовет      | Берёзовское сельское поселение        |
| 3  | Нива             | село | Сталиндорф                         | ↘591             | Берёзовский сельсовет      | Берёзовское сельское поселение        |
| 4  | Ульяновка        | село |                                    | ↘40              | Берёзовский сельсовет      | Берёзовское сельское поселение        |
| 5  | Ботаническое     | село | Аип                                | ↘1661            | Ботанический сельсовет     | Ботаническое сельское поселение       |
| 6  | Кумово           | село | Кызылбай                           | ↘910             | Ботанический сельсовет     | Ботаническое сельское поселение       |
| 7  | Червоное         | село | Акшейх Татарский                   | ↘25              | Ботанический сельсовет     | Ботаническое сельское поселение       |
| 8  | Зимино           | село | Перецфельд                         | ↘1000            | Зиминский сельсовет        | Зиминское сельское поселение          |
| 9  | Воронки          | село | Кадыш                              | ↘91              | Зиминский сельсовет        | Зиминское сельское поселение          |
| 10 | Красноармейское  | село | Коджалак                           | ↘409             | Зиминский сельсовет        | Зиминское сельское поселение          |
| 11 | Овражное         | село | Старый Бораган                     | ↘102             | Зиминский сельсовет        | Зиминское сельское поселение          |
| 12 | Ковыльное        | село | Манай Немецкий                     | ↘783             | Ковыльновский сельсовет    | Ковыльновское сельское поселение      |
| 13 | Ветрянка         | село | Черкез                             | ↘104             | Ковыльновский сельсовет    | Ковыльновское сельское поселение      |
| 14 | Волочаевка       | село | Смаил-Бай                          | ↘279             | Ковыльновский сельсовет    | Ковыльновское сельское поселение      |
| 15 | Молочное         | село | Манай                              | ↘36              | Ковыльновский сельсовет    | Ковыльновское сельское поселение      |
| 16 | Сенокосное       | село | Бозук-Кую                          | ↘1058            | Ковыльновский сельсовет    | Ковыльновское сельское поселение      |
| 17 | Кукушкино        | село | Караба-Кокуш                       | ↘1006            | Кукушкинский сельсовет     | Кукушкинское сельское поселение       |
| 18 | Огни             | село | Бай-Оглу-Кыпчак                    | ↘536             | Кукушкинский сельсовет     | Кукушкинское сельское поселение       |
| 19 | Новосёловское    | пгт  | Фрайдорф                           | ↘3179            | Новосёловский поссовет     | Новосёловское сельское поселение      |
| 20 | Северное         | село | Джелял                             | ↘46              | Новосёловский поссовет     | Новосёловское сельское поселение      |
| 21 | Ручьи            | село | Коп-Кары Немецкий                  | ↘1047            | Ручьёвский сельсовет       | Ручьёвское сельское поселение         |
| 22 | Камышное         | село | Коп-Кары Русский                   | ↘345             | Ручьёвский сельсовет       | Ручьёвское сельское поселение         |
| 23 | Коммунарное      | село | Кереит                             | ↘16              | Ручьёвский сельсовет       | Ручьёвское сельское поселение         |
| 24 | Максимовка       | село | Атай Немецкий, Атай-Темир          | ↘174             | Ручьёвский сельсовет       | Ручьёвское сельское поселение         |
| 25 | Огородное        | село | Таш-Кую                            | ↘140             | Ручьёвский сельсовет       | Ручьёвское сельское поселение         |
| 26 | Фёдоровка        | село |                                    | ↘416             | Ручьёвский сельсовет       | Ручьёвское сельское поселение         |
| 27 | Серебрянка       | село | Октябрьдорф                        | ↘833             | Серебрянский сельсовет     | Серебрянское сельское поселение       |
| 28 | Бахчёвка         | село | Аксакал-Меркит                     | ↘46              | Серебрянский сельсовет     | Серебрянское сельское поселение       |
| 29 | Каштановка       | село | Кара-Меркит                        | ↘43              | Серебрянский сельсовет     | Серебрянское сельское поселение       |
| 30 | Орловка          | село | Бий-Орлюк                          | ↘787             | Серебрянский сельсовет     | Серебрянское сельское поселение       |
| 31 | Соколы           | село | Ойфгонг, Онфранг, Аманша Еврейская | ↘168             | Серебрянский сельсовет     | Серебрянское сельское поселение       |
| 32 | Чехово           | село | Агай                               | ↘124             | Серебрянский сельсовет     | Серебрянское сельское поселение       |
| 33 | Славное          | село | Баккал Татарский                   | ↘914             | Славновский сельсовет      | Славновское сельское поселение        |
| 34 | Котовское        | село | Бюйтен                             | ↘499             | Славновский сельсовет      | Славновское сельское поселение        |
| 35 | Рылеевка         | село | Карчига                            | ↘137             | Славновский сельсовет      | Славновское сельское поселение        |
| 36 | Стерегущее       | село | Верхний Баккал                     | ↘144             | Славновский сельсовет      | Славновское сельское поселение        |
| 37 | Славянское       | село | Садыр                              | ↘1194            | Славянский сельсовет       | Славянское сельское поселение         |
| 38 | Аврора           | село | Татыш-Конрат                       | ↘275             | Славянский сельсовет       | Славянское сельское поселение         |
| 39 | Чернышёво        | село | Огуз-Оглу                          | ↘1866            | Чернышёвский сельсовет     | Чернышёвское сельское поселение       |
| 40 | Кропоткино       | село | Ток-Шейх                           | ↘882             | Чернышёвский сельсовет     | Чернышёвское сельское поселение       |
| 41 | Портовое         | село | Сары-Болат                         | ↘67              | Чернышёвский сельсовет     | Чернышёвское сельское поселение       |

## Символика
Флаг
Решением сессии Раздольненского района № 496-5/09 от 06 июля 2009 г. утверждено положение о содержании, описании и порядке использования символики Раздольненского района, согласно которому на флаге района прямоугольное полотнище с соотношением ширины и длины как 2:3, состоящее из синей и зелёной горизонтальных полос шириной соответственно 3/4 и 1/4 ширины флага. В нижней части синей полосы три белые волнистые полосы шириной: две верхние — 1/40, а нижняя — 1/20 ширины флага. В центре синей полосы белый плывущий к древку лебедь высотой 2/5 ширины флага, в центре зелёной полосы 6 собранных по 3 и скрещенных желтых колосьев.. После произошедшего в феврале—марте 2014 года присоединения Крыма к Российской Федерации решением Раздольненского районного Совета от 24 января 2017 года № 633-1/17 утверждён новый флаг района:

Прямоугольное полотнище с соотношением ширины и длины 2:3, состоящее из двух горизонтальных полос синего и зелёного цветов, составляющих соответственно 3/4 и 1/4 ширины флага. В нижней части синей полосы — три белые волнистые полосы шириной: две верхние — 1/40, а нижняя — 1/20 ширины флага. В центре синей полосы — белый, с красным клювом и черными надглазья, плывущий к древку лебедь высотой 2/5 ширины флага, в центре зелёной полосы — цветок подсолнечника, из-за которого выходят по три веерообразно в каждую стороны шесть головок пшеничных колосьев — все жёлтого цвета.

Герб
Решением сессии Раздольненского района № 495-5/09 от 6 июля 2009 г. утверждено положение о содержании, описании и порядке использования символики Раздольненского района, согласно которому на гербе района в синем поле серебряный плывущий лебедь над тройным серебряным волнистым поясом (нижний в два раза шире верхних). В основании щита 6 собранных по 3 и скрещенных золотых колосьев. Вверху щит украшен белой лентой, на которой синими буквами написано название района.. После произошедшего в феврале—марте 2014 года присоединения Крыма к Российской Федерации решением Раздольненского районного Совета от 24 января 2017 года № 633-1/17 утверждён новый герб района:

В лазоревом поле с зелёной волнистой, окаймленной серебром оконечностью, обременной золотым соцветием подсолнечника, из-за которого расходятся по три веерообразно в стороны шесть золотых головок пшеничных колосьев, серебряный плывущий лебедь с червленым клювом и черными надглазъями, сопровождаемый внизу двумя тонкими серебряными волнистыми поясами.

## Экономика
Основное направление хозяйства района — производство и переработка сельскохозяйственной продукции. По состоянию на 1 января 2001 в районе функционировали: 21 сельскохозяйственный кооператив, 65 фермерских хозяйств, 3 промышленных перерабатывающих предприятия (маслобойный, рыбохозяйственный и винодельческий заводы), хлебокомбинат. Зарегистрировано 86 предприятий малого и среднего бизнеса. В Раздольненском и Черноморском районах находится Глебовское подземное хранилище газа Глебовское газоконденсатного месторождения.

## Социальная сфера
В районе действуют 20 общеобразовательных школ, 1 внешкольное учреждение; 2 больницы, 4 амбулатории, 27 фельдшерско-акушерских пункта, 16 курортно-рекреационных предприятия, в том числе 3 детских оздоровительных учреждения; 33 клубные учреждения, 25 библиотек, 3 музыкальных школы, художественные коллективы: заслуженный народный ансамбль песни и танца «Славноцвет», детский образцовый хор «Славновские колоски», заслуженный народный хор украинской песни «Господыня», образцовый ансамбль «Саратовские гармоники», образцовый хореографический ансамбль «Радость», народный инструментальный ансамбль «Рондо», краеведческий музей; 2 парка культуры и отдыха. В районе зарегистрированы 14 религиозных общин, в том числе: 9 — УПЦ (МП), 1 — евангельских христиан-баптистов, 6 — мусульманских.